# Mutualizmus (biológia)
A mutualizmus elemi kölcsönhatás, populációk vagy egyedek közötti kölcsönösen előnyös kapcsolat. A mutualista kapcsolatok többféle típusba sorolhatók. A kapcsolat esszenciális volta alapján megkülönböztetünk obligát és fakultatív mutualizmust. Az obligát mutualizmusban a partnerek nem képesek egymás nélkül élni, a fakultatív mutualisták bár pozitív hatással vannak egymásra, képesek egymástól függetlenül is fennmaradni. Az együttélés szorossága és tartóssága alapján megkülönböztetjük a szimbiózist, amely tartós együttélést jelent és a mutualizmus egyéb formáit (nincs összefoglaló nevük), melyek nem tételezik fel a partnerek folyamatos együttélését.
Ez a kölcsönhatás sokszor nem feltűnő, ám gyakori a természetben. Néhány példa:
1. pillangósvirágúak és nitrogéngyűjtő baktériumok: a baktériumok gyökérgümőket hoznak létre a növény gyökerein, abban élnek, s a légköri nitrogént kivonva ammóniát, abból pedig növény számára is hasznosítható anyagokat, például glutamint képeznek.
2. fenyő és gomba (mikorrhiza)
3. ember és vitamintermelő baktérium (K, B vitamin)